# Riviéra

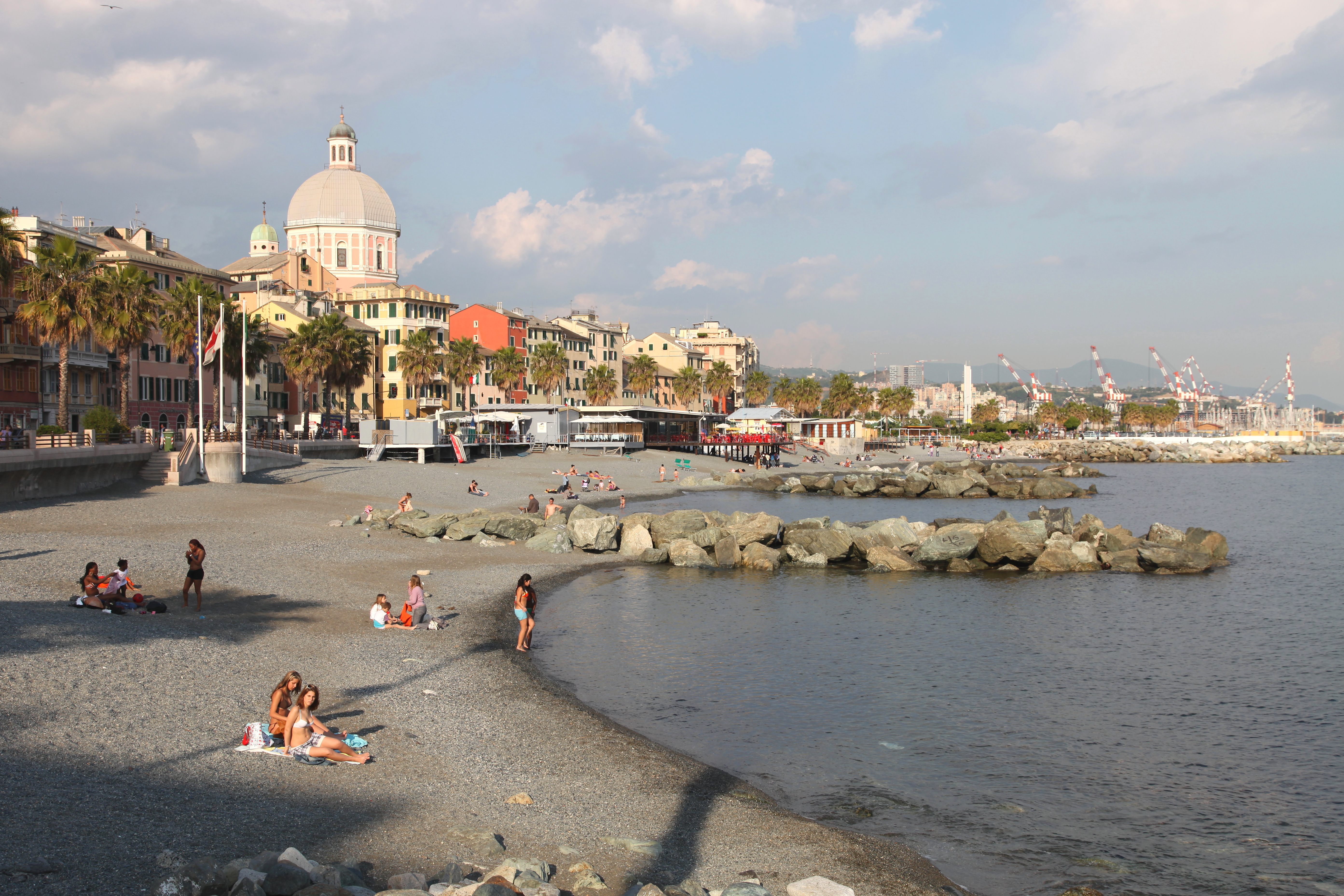
Strandolók Genovában, a Riviéra központjában

A riviéra (olasz riviera, a. m. ’partvonal’) eredeti értelmében Liguria tengerpartjára alkalmazott kifejezés (riviera ligure, rövidebben riviera). A szó végső forrása a latin ripa szó, amelyből a ligúr rivea szó is ered. Ennek mintájára Európában gyakorta emlegetik még a Francia Riviéra kifejezést is, a Cotti-Alpok vonulatától és a Var folyótól nyugatra eső vidékre. Földrajzi kifejezésként a világ más, mediterrán és szubtrópusi éghajlatú tájain található, hegyektől zárt, keskeny tengerpartra is alkalmazzák. 
Afrika
- Vörös-tengeri Riviéra, Egyiptom keleti partja

Amerika
- Amerikai Riviéra, Santa Barbara, Kalifornia
- Mexikói Riviera, Mexikó nyugati partja, benne Acapulco
- Oakland Riviéra, Oakland, Kalifornia
- Maya Riviéra, A Yucatán-félsziget Karib-tengeri partja
- Vörösnyakú Riviéra, A Mexikói-öböl partja Floridán át

Ausztrália
- Ausztrál Riviéra, Aranypart, Queensland

Európa
- Albán-Riviéra, Albánia jón-tengeri partvidéke
- Szlovén Riviéra, Szlovénia tengerpartja
- Spanyol Riviéra, főleg a Costa del Sol, Costa Brava és Costa Blanca vidékét értik alatta, de egyre inkább a Costa de la Luz is hozzátartozik
- Sussex Riviéra, Worthing, Nyugat-Sussex

## Fordítás
- Ez a szócikk részben vagy egészben  a   Riviera című angol Wikipédia-szócikk fordításán alapul.  Az eredeti cikk szerkesztőit annak laptörténete sorolja fel. Ez a jelzés csupán a megfogalmazás eredetét és a szerzői jogokat jelzi, nem szolgál a cikkben szereplő információk forrásmegjelöléseként.